# Creu de s'Abeurador
La Creu de s'Abeurador és una creu de terme d'Andratx (Mallorca) situada a la plaça des Pou, damunt d'un dels pous públics més antics del poble. Està declarada Bé d'Interès Cultural.
Està documentada des del segle XVI, senyalitzant el camí reial a Calvià, l'accés a la parròquia i el barri des Pou Amunt. El 1578 va ser objecte d'un saqueig. Només conserva el capitell barroc original coronat per una creueria neogòtica del segle XIX, que presenta a la Mare de Déu al costat sud i a Jesús crucificat al costat nord. El 2022 va ser restaurada.